# Pell Lake
Pell Lake és una concentració de població designada pel cens dels Estats Units a l'estat de Wisconsin. Segons el cens del 2000 tenia 2.988 habitants.

## Demografia
Segons el cens del 2000, Pell Lake tenia 2.988 habitants, 1.135 habitatges, i 769 famílies. La densitat de població era de 294,3 habitants per km².
Dels 1.135 habitatges en un 37,3% hi vivien nens de menys de 18 anys, en un 52,6% hi vivien parelles casades, en un 10% dones solteres, i en un 32,2% no eren unitats familiars. En el 26% dels habitatges hi vivien persones soles el 10,6% de les quals corresponia a persones de 65 anys o més que vivien soles. El nombre mitjà de persones vivint en cada habitatge era de 2,62 i el nombre mitjà de persones que vivien en cada família era de 3,16.
Per edats la població es repartia de la següent manera: un 29,1% tenia menys de 18 anys, un 6% entre 18 i 24, un 34,3% entre 25 i 44, un 19,3% de 45 a 60 i un 11,3% 65 anys o més.
L'edat mediana era de 35 anys. Per cada 100 dones de 18 o més anys hi havia 100,4 homes.
La renda mediana per habitatge era de 41.442 $ i la renda mediana per família de 41.711 $. Els homes tenien una renda mediana de 37.917 $ mentre que les dones 22.500 $. La renda per capita de la població era de 16.380 $. Aproximadament el 8,9% de les famílies i el 10,5% de la població estaven per davall del llindar de pobresa.

## Poblacions més properes
El següent diagrama mostra les poblacions més properes.